# Walentin Iwanow (piłkarz)
Walentin Koźmicz Iwanow, Валентин Козьмич Иванов (ur. 19 listopada 1934 w Moskwie, zm. 8 listopada 2011 tamże) – rosyjski piłkarz występujący na pozycji napastnika, trener i menedżer piłkarski, reprezentant Związku Radzieckiego. Mąż mistrzyni olimpijskiej w gimnastyce Lidiji Iwanowej i ojciec sędziego piłkarskiego Walentina W. Iwanowa.

## Kariera piłkarska

### Kariera klubowa
Iwanow rozpoczynał swoją karierę piłkarską w drużynie zakładowej, gdzie wypatrzył go trener Grigorij Żarkow i w 1952 młody piłkarz został zawodnikiem pierwszoligowego Torpedo Moskwa. Już po roku wywalczył sobie miejsce w podstawowym składzie, pomimo dużej konkurencji i młodego wieku. Do jego partnerów w drużynie klubowej należeli m.in. Eduard Strielcow i Giennadij Gusarow. Na płaszczyźnie klubowej odnosił również znaczące sukcesy, jednak jedynie krajowe. Karierę piłkarską zakończył w 1967 roku.

### Kariera reprezentacyjna
26 czerwca 1955 debiutował w reprezentacji Związku Radzieckiego w meczu towarzyskim ze Szwecją (6–1), w swoim debiucie zdobył jedną z bramek. Iwanow szybko wywalczył sobie miejsce w reprezentacji ZSRR, z którą sięgnął w 1956 w Melbourne po mistrzostwo olimpijskie, zaś w 1960 po mistrzostwo Europy. W 1962 na mistrzostwach świata w Chile zdobył dla drużyny narodowej 4 bramki (wszystkie w fazie grupowej), co pozwoliło mu (wraz z pięcioma innymi graczami) wywalczyć tytuł króla strzelców. Drużyna ZSRR odpadła z turnieju w ćwierćfinale. W wielkich turniejach Iwanow uczestniczył również w 1958 w mistrzostwach świata w Szwecji oraz w mistrzostwach Europy 1964, kiedy jego drużyna wywalczyła wicemistrzostwo Europy). Ogółem rozegrał w reprezentacji ZSRR 59 meczów i zdobył 26 goli (trzeci strzelec w historii po Błochinie i Protasowie), zaś w drużynie olimpijskiej zagrał 4 razy i zdobył 3 bramki.

## Kariera trenerska
Kariera trenerska Iwanowa związana jest głównie z klubem Torpedo Moskwa, z którym zdobył najwięcej trofeów. W 1976 wywalczył z zespołem mistrzostwo ZSRR, zaś trzykrotnie (w 1968, 1972 i 1986) krajowy puchar. Iwanow dostał nagrodę zasłużonego trenera ZSRR. W latach 1992–1993 prowadził marokański klub pierwszoligowy Raja z Casablanki. W 1994 wrócił do Rosji, gdzie kilka razy trenował przez krótkie okresy Torpedo Moskwa. Pełnił także funkcję wiceprezydenta klubu Priemjer-Ligi FK Moskwa.

## Sukcesy i odznaczenia

### Sukcesy klubowe
- mistrz ZSRR: 1960, 1965
- wicemistrz ZSRR: 1957, 1961, 1964
- brązowy medalista mistrzostw ZSRR: 1953
- zdobywca Pucharu ZSRR: 1960

### Sukcesy reprezentacyjne
- uczestnik mistrzostw świata: 1958, 1962
- mistrz olimpijski: 1956 (Melbourne)
- mistrz Europy: 1960
- wicemistrz Europy: 1964

### Sukcesy indywidualne
- król strzelców mistrzostw świata w Chile: 4 gole (1962)
- wybrany do listy 33 najlepszych piłkarzy ZSRR: Nr 1 (1955, 1957—1964), Nr 2 (1953, 1956, 1965)
- członek Klubu Grigorija Fiedotowa: 166 goli

### Odznaczenia
- tytuł Zasłużonego Mistrza Sportu ZSRR: 1957
- tytuł Zasłużonego Trenera Sportu Rosyjskiej FSRR: 1968
- tytuł Zasłużonego Trenera Sportu ZSRR: 1988
- weteran pracy przemysłu samochodowego: 1984
- Order Honoru: 1997
- Order „Znak Honoru”: 1960
- Rubinowy Order UEFA za zasługi: 2003
- Medal „Za pracowniczą dzielność”: 1957
- Medal „Za pracowniczą wybitność”: 1989
- Medal „Weteran pracy”: 1984